# Cuddesdon Brook
Der Cuddesdon Brook ist ein Wasserlauf in Oxfordshire, England. Er entsteht nördlich von Cuddesdon und fließt in südöstlicher Richtung bis zu seiner Mündung in den River Thame.